# Compagnie parisienne des vélocipèdes
La Compagnie parisienne des vélocipèdes fondée en 1867 fut la première à vendre en série un ancêtre des bicyclettes, le vélocipède à pédales. Fondée par Pierre Michaux, Aimé Olivier de Sanderval et son frère André, inventeurs de la roue à moyeux suspendus (la roue à rayons), la société a lancé la toute première usine de vélocipèdes améliorés. Pendant ses dix premiers mois d'existence, elle s'appelle « Michaux et Cie ». Après six années d'activité, pénalisées par la guerre de 1870 et la crise bancaire de mai 1873, elle est dissoute en 1874.

## Histoire

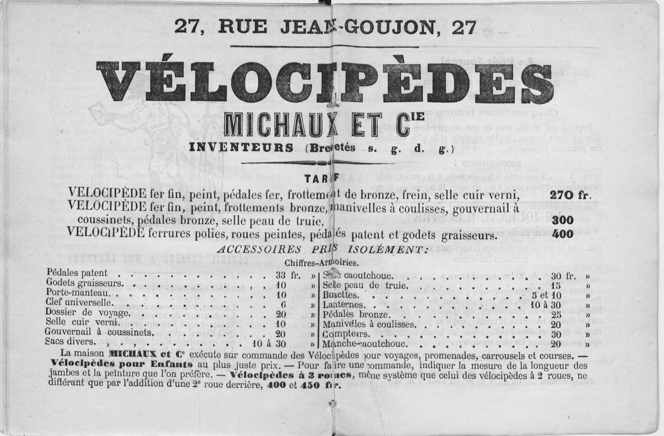
Annonce avec prix de vente parue dans lAlmanach des vélocipèdes illustré (Paris, 1869).

Aimé et René Olivier, qui furent étudiants à l’École centrale des arts et manufactures, respectivement de 1861 à 1864 et de 1863 à 1866, étaient les neveux de Michel Perret, industriel chimiste et une des plus grandes fortunes de l’époque. En 1863, René prête 10 000 francs à  Pierre Michaux, l'artisan-serrurier de Bar-le-Duc qui développe une nouvelle forme de vélocipède. Cette année-là, il réussit à vendre 200 exemplaires du produit élaboré en 1861, contre 140 en 1862. Le nombre de brevets déposés à Paris pour les vélocipèdes augmentent alors rapidement, passant de 61 en 1868 à 128 l’année suivante, ce qui fait de la France le pays le plus en pointe. Avec l’Angleterre et les États-Unis, trois pays ont déposé à eux seuls près de 500 brevets en seulement trois ans, entre 1868 et 1870. 
Pour ne pas être pris de vitesse, Pierre Michaux achète un atelier au 19 de la rue Jean-Goujon à Paris, où il fonde le 7 mai 1868 la société Michaux et Cie, avec les frères Olivier, encore étudiants : le premier apporte 16 000 francs et les frères 50 000 francs. Pierre Michaux avait innové le premier en remplaçant les pièces en bois du cadre du vélocipède par de la fonte malléable. Lors de l’été 1868, les frères Olivier améliorent le produit à leur tour en généralisant l’emploi du cadre droit, inventé par Cadot à Lyon, qui joint en ligne droite le pivot de direction avant au moyeu de la roue arrière. Le poids du conducteur du vélocipède est ainsi mieux porté et le véhicule plus léger.
La production est de douze vélocipèdes par jour, sous la supervision de Pierre Michaux, chef de fabrication et grâce au travail d'une soixantaine d’ouvriers. Pour populariser son produit, la société possédait un manège d'entraînement et d'enseignement du vélocipède, rue Jean-Goujon à Paris. Elle veut se faire connaître en le proposant aux porteurs de dépêches. Le bureau de poste de Marennes (Charente-Maritime) est le premier équipé dès février 1869 de vélocipèdes. 
Après une mésentente, la société fut dissoute le 6 avril 1869 puis reprise sous son nom définitif par les frères Olivier, sans Pierre Michaux. La nouvelle société remplace le mode de fabrication artisanale à la main, sur fonte malléable, par un procédé industriel au fer forgé, embouti au marteau-pilon. Elle apporte des innovations comme le frein, la roue avec bande en caoutchouc et le moyeu suspendu avec roue à rayon. Elle produit 100 à 200 vélocipèdes par jour du type 1869 et emploie bientôt 300 ouvriers. La Compagnie parisienne ne pouvant plus suffire aux commandes, doit fonder des usines en province.
Les modèles vendus en 1870 n’ont plus qu’une très lointaine parenté avec la draisienne. Mais les frères Olivier n’ont déposé aucun brevet avant 1870, ce qui n'est pas le cas de leur camarade de promotion à l’École centrale des arts et manufactures, Georges de la Bouglise. Les frères Olivier déposeront cependant deux brevets pour le frein et le rayon en fer. Près d’une centaine artisans parisiens tente alors de répondre à l’engouement du public pour le vélocipède. Soucieuse de réaliser des économies d'échelle, la Compagnie parisienne des vélocipèdes ouvre elle une succursale à Saint-Pétersbourg alors capitale de l’Empire russe dès 1869. Mais elle dût être dissoute en 1874, avec une dette de près d'un million de francs.

## Postérité
Entretemps, l'invention de la chaîne et du dérailleur va permettre à des concurrents de progresser. S’inspirant du succès initial de la société, Adolphe Clément (1855-1928) fonde en 1877 son propre atelier de fabrication à Lyon, la société anonyme des Cycles Clément, qui est renommée Clément et Compagnie, puis inaugure en 1878 un grand atelier, rue Brunel dans le 17e arrondissement de Paris. Il devient le plus important constructeur de cycles en France, dix ans plus tard, en 1886. À la fin du siècle, de son côté, un industriel comme Armand Peugeot produira jusqu'à 1 500 bicyclettes par jour.